# (192) Nausícaa
(192) Nausícaa es un asteroide perteneciente al cinturón de asteroides descubierto el 17 de febrero de 1879 por Johann Palisa desde el observatorio de Pula, Croacia.
Está nombrado por Nausícaa, un personaje de la mitología griega.